# Tachydromia occipitalis
Tachydromia occipitalis är en tvåvingeart som först beskrevs av Collin 1941.  Tachydromia occipitalis ingår i släktet Tachydromia och familjen puckeldansflugor. Inga underarter finns listade i Catalogue of Life.